# Charlie Brown i jego kompania
Charlie Brown i jego kompania – amerykański animowany film kinowy z 1969 roku.

## Obsada
Reżyseria: Bill Melendez 

Głosy:
- Pamelyn Ferdin – Lucy Van Pelt
- Guy Pforsich – Chłopiec 3
- David Carey – Chłopiec 2
- Andy Pforsich – Schroeder
- Bill Melendez – Snoopy

i inni

## Wersja polska
Reżyseria: Zofia Dybowska-Aleksandrowicz

Udział wzięli
- Alicja Rojek – Charlie Brown
- Małgorzata Włodarska – Sally
- Ewa Złotowska – Patty
- Magda Szczerbińska – Lucy
- Maria Sienkiewicz – Linus
- Janina Traczykówna – Marchie
- Marek Kwieciński – jeden z 'Trzech Byczków'
- Dorota Stalińska – jeden z 'Trzech Byczków'
- Jacek Łapiński – jeden z 'Trzech Byczków'
- Danuta Przesmycka – Franklin / Woodstock
- Krystyna Żuchowska – Schroeder
- Aleksander Gawroński – Snoopy

i inni